# Scientisme
Ne doit pas être confondu avec Scientologie.

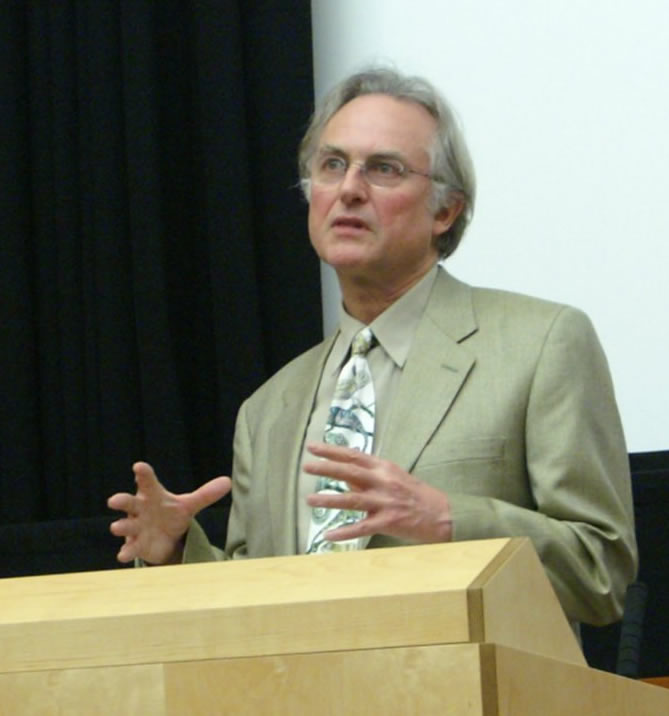
Richard Dawkins, scientifique et militant, créateur de la Fondation Richard-Dawkins pour la raison et la science.

Le scientisme est une position apparue au XIXe siècle selon laquelle la science expérimentale est la seule source fiable de savoir sur le monde, par opposition aux révélations religieuses, aux superstitions, aux philosophies spiritualistes, aux traditions et aux coutumes, également à toute autre forme de savoir.
Le scientisme se propose en conséquence, selon la formule d'Ernest Renan, d'« organiser scientifiquement l'humanité ». Il s'agit donc d'une confiance ou d'une espérance dans l'application des principes et méthodes de la science y compris moderne dans tous les domaines. On peut résumer le cœur de cette position en : « La science décrit (vraiment) le monde tel qu'il est ».
Le terme scientisme est aussi utilisé pour désigner l'approche selon laquelle les problèmes concernant l'humanité et le monde pourraient être réglés au mieux, si ce n'est parfaitement, suivant le paradigme de la méthode scientifique. Le scientisme considère que « l'esprit et les méthodes scientifiques doivent être étendus à tous les domaines de la vie intellectuelle et morale sans exception ».
Le principe d'une pratique ou quête idéale de la science, ne coïncide pas nécessairement avec le scientisme. Le scientisme s'apparente à la modernité, au rationalisme, à la « loi des trois états » d'Auguste Comte, mais aussi bien à des formes de réductionnisme, ou de retour au dualisme cartésien.
Le scientisme est également l'objet de critiques venant de divers horizons : religieux sur la question du sens de la vie, philosophique, écologique, politique, scientifique, etc.

## Principe
Le scientisme consiste à affirmer l'applicabilité universelle de la méthode et de l'approche scientifique, et l'idée que la science empirique constitue la vision du monde la plus légitime ou la partie la plus valide de la connaissance humaine, à l'exclusion d'autres points de vue d'origine philosophique, religieuse, esthétique ou morale. Il a été défini comme « la position selon laquelle les méthodes inductives caractéristiques des sciences naturelles sont la seule source de connaissance authentique et factuelle et que, en particulier, elles seules peuvent produire une connaissance authentique de l'homme et de la société ».
Le politique devrait, dans cette optique, s'effacer devant la gestion scientifique des problèmes sociaux, et les désaccords ne pourraient dès lors que relever d'une erreur de méthode, sauf si entrent à la base des intérêts particuliers, voire la volonté de nuire. Cette position est voisine de celle de Leibniz qui espérait parvenir à résoudre les divergences entre les hommes par le calcul (une fois trouvé le modèle adéquat).
Assez fréquemment, le terme « scientisme » est mobilisé pour évoquer une science appliquée « avec excès ». Cette utilisation du terme scientisme renvoie en fait à deux sens :
1. L'usage abusif de la science ou d'allégations scientifiques[6]. Cet usage concerne d'abord des contextes où la science pourrait ne pas s'appliquer, par exemple lorsque la question traitée dépasse par sa complexité la portée "raisonnable" de la démarche scientifique, ou dans des contextes où les preuves empiriques sont insuffisantes pour qualifier de scientifique une quelconque conclusion. Cela peut procéder notamment du fait d'une vénération excessive pour les affirmations des scientifiques ou d'un empressement à accepter un résultat décrit comme scientifique court-circuitant l'esprit critique. Il peut également s'agir de la volonté d'appliquer la méthodologie des "sciences dures" et des prétentions de certitude aux sciences sociales[6], ce que Friedrich Hayek a pour sa part considéré comme étant impossible, car cette méthodologie implique souvent de déployer des efforts afin d'éliminer le facteur humain, alors que les sciences sociales (y compris son propre domaine de l'économie) sont précisément focalisées très largement sur l'action humaine[7].
2. « La croyance que les méthodes de la science de la nature, ou les catégories et les choses reconnues dans ces domaines des sciences, constituent les seuls éléments nécessaires et suffisant pour répondre à toute question, qu'elle soit de nature philosophique ou autre »[8], ou que "la science, et seulement la science, décrit le monde tel qu'il est en lui-même, indépendamment de toute perspective" [9] avec comme corollaire l'élimination des dimensions psychologiques [et spirituelles] de l'expérience. Ceci amène Tom Sorell à proposer cette définition : « Le scientisme consiste à accorder une trop grande valeur aux sciences naturelles par rapport à d'autres branches de l'apprentissage ou de la culture »[4].

## Origine du terme
Le terme « scientisme » apparaît au tournant du XIXe au XXe siècle, l'auteur Romain Rolland l'ayant utilisé dans sa pièce Les loups. Ernest Renan l'utilise en 1890 pour annoncer son renoncement à la foi chrétienne et sa croyance aux vertus de la science, alors que Brunetière dénonce avec le même mot le fait de souscrire aux illusions de cette dernière. Le biologiste Félix Le Dantec l'utilise à son tour pour définir sa foi en la science dans un article paru en 1911 dans la Grande Revue :

« Je crois à l'avenir de la Science : je crois que la Science et la Science seule résoudra toutes les questions qui ont un sens ; je crois qu'elle pénétrera jusqu'aux arcanes de notre vie sentimentale et qu'elle m'expliquera même l'origine et la structure du mysticisme héréditaire anti-scientifique qui cohabite chez moi avec le scientisme le plus absolu. Mais je suis convaincu aussi que les hommes se posent bien des questions qui ne signifient rien. Ces questions, la Science montrera leur absurdité en n'y répondant pas, ce qui prouvera qu'elles ne comportent pas de réponse. »

C'est donc dans un contexte polémique sur les apports et limites de la science que le terme apparaît.
Le scientisme plonge néanmoins ses racines dans des philosophies bien antérieures, parmi lesquelles :
- au XVIIe siècle, le rationalisme de Descartes, qui voyait déjà dans la science une source universelle du savoir ;
- au XVIIIe siècle, les idées de Lagrange et de Condorcet sur les sciences positives ;
- au XIXe siècle, l'idéologie saint-simonienne, qui prônait la réorganisation scientifique de la société, ainsi que le positivisme d'Auguste Comte.

Ainsi, Friedrich Hayek voit dans l'École polytechnique la « source de l'orgueil scientiste ».

## Description
Le scientisme, selon Nadeau, renvoie à trois idées :
1. la science peut se substituer à la philosophie comme à la métaphysique dans la recherche de solutions aux grands problèmes éthiques ou moraux,
2. la science porterait en elle la solution des souffrances de l'humanité,
3. seules les méthodes des sciences exactes seraient scientifiques, et il conviendrait de les appliquer dans la mesure du possible aux sciences humaines et sociales.

Popper considère qu'est scientiste celui qui, ne percevant pas les conditions d'application limitées des sciences exactes, en fait un usage naïf en science humaine ou sociale.
Sous des acceptions moins techniques, le scientisme peut être associé à l'idée que seules les connaissances scientifiquement éprouvées peuvent être réputées sûres, mais peut aussi renvoyer à l'idée d'un excès de confiance en la science qui pourrait se transformer en dogme, voire en une foi nouvelle se substituant aux religions. Victor Hugo, cité par Henri Guillemin, déplore qu'il existe aussi selon lui « un fétichisme scientiste qui ne vaut pas mieux que l'obscurantisme clérical ». Flaubert le décrira par son Monsieur Homais.
Dans L'Hypnotisme dans la littérature, Anatole France a prédit que, « si la science un jour règne seule, les hommes crédules n'auront plus que des crédulités scientifiques », rappelant qu'on ne peut évaluer une idée que dans l'opposition qu'on en fait avec d'autres (dialectique). Claude Lévi-Strauss rappellera plus tard que les peuples ne connaissant pas la cuisson n'ont pas de mot non plus pour dire « cru ».

### Objectif et moyens
À objectif donné (augmenter le taux d'alphabétisation, réduire la mortalité infantile…), l'arsenal des méthodes scientifiques est censé permettre de dégager le meilleur moyen de l'atteindre, si ce moyen existe. Cet objectif semblait raisonnable au XIXe siècle. Mais aujourd'hui on sait qu'un problème un tant soit peu complexe entraîne une explosion combinatoire qui empêche de calculer la meilleure solution. Le scientiste reste sur le présupposé qu'existe pour chaque problème une solution qui peut s'imposer sans que volonté, desiderata ou subjectivité d'un décideur ou des populations concernées n'influencent le débat. Ernest Renan explique :

« Nous n’avons pas le droit d’avoir un désir, quand la raison parle ; nous devons écouter, rien de plus ; prêts à nous laisser traîner pieds et poings liés où les meilleurs arguments nous entraînent. »

L'hypothèse scientiste voudrait que l'éducation, en libérant des illusions métaphysiques et théologiques, rende possible une gestion "rationnelle" de la société, bien que cette recherche ne puisse se faire que si l'on a au préalable fixé quoi chercher, c'est-à-dire que fixer comme but politique, comme cap au navire.

### Le souhait et sa critique
De même que Platon voulait que les rois fussent philosophes, les scientistes les plus radicaux estiment que le pouvoir politique devrait être confié à des savants plutôt qu'à des politiciens élus ou non et à leurs bureaucrates. Cette conception, qu'on peut rapprocher de la technocratie, se veut donc plus proche d'une aristocratie (« gouvernement par les meilleurs ») que d'une démocratie : une solution élaborée par des experts compétents à objectif donné n'aurait pas à être discutée, sinon pour signaler des omissions de faits, ou bien par d'autres experts. En revanche, la fixation des objectifs est effectuée par ailleurs, ce peut être par un souverain, un conseil des sages ou un vote. La deuxième de ces perspectives enthousiasma Renan, mais la troisième inquiéta plus tard sérieusement Bernanos (La France contre les robots).
Paul Valéry soulevait déjà ce problème dès 1919 : « Nous avons vu, de nos yeux, le travail consciencieux, l'instruction la plus solide, la discipline et l'application les plus sérieuses adaptés à d'épouvantables desseins. […] Savoir, Devoir, vous êtes donc suspects ? » : l'instruction, même accompagnée de vertus morales, ne montrait pas constituer une garantie de bonheur. L'essai L'Homme stupide, de Charles Richet, qui l'avait précédé en 1919, se voulait tout aussi pessimiste : l'instruction était sans doute préférable à son absence, mais avait montré ne pas garantir des choix heureux ni rationnels. Position voisine de celle de l'Ecclésiaste sur les limitations de la seule sagesse.
Edgar Quinet avait déjà mis en garde contre le fait que « plus [le] progrès se développe, et avec eux les pouvoirs, plus les hommes devront être vigilants à ce que ces pouvoirs ne soient pas tournés contre eux par des personnes inciviques ou malveillantes », en citant sous Caligula le superbe réseau de voies romaines de l'empire ne servait plus qu'à « acheminer à ses quatre coins les ordres d'un dément ». La Deuxième Guerre mondiale montrera qu'un tel danger perdurait.

### Science et valeurs
La démarche scientifique n'a pas pour objet de dégager des valeurs, mais peut fort bien être utilisée pour modéliser des conséquences de tel ou tel système de valeurs, grâce à la théorie des jeux et aux techniques de simulation ou ce que propose Robert Wright dans L'Animal moral.
Sam Harris et Richard Dawkins estiment que l'approche consistant à évaluer par les neurosciences le bien ou le mal plus ou moins grand d'un système éthique en mesurant la souffrance moyenne qui lui est associée pourrait constituer à terme une idée viable, mais que nous en sommes pour le moment loin.
Sam Harris a cependant consacré un ouvrage à l'inventaire des outils possibles pour l'étude des conséquences de plusieurs systèmes de valeur : The Moral Landscape.
Le diagramme de Pournelle illustre comment on peut imaginer quatre versions différentes et contraires du bien avec une continuité d'intermédiaires possibles de l'une à l'autre.

## Critiques

### Critique philosophique
Le philosophe Louis Jugnet (1913-1973) a résumé en trois paragraphes une critique philosophique possible du scientisme :

« Le scientisme, c'est […] l'impérialisme de la Science de laboratoire sur tous les domaines de la pensée et de la conscience de l'homme. C'est une attitude qui a régné sur presque tout le XIXe siècle, et qui est encore vivace à l'heure actuelle dans le grand public, sinon chez les grands intellectuels qui sont beaucoup plus réservés en général.
La science, en effet, dans sa partie la plus développée et la plus spectaculaire, c'est-à-dire la physique mathématisée, ne retient des choses concrètes que l'aspect quantitatif mesurable. Elle établit des lois, c'est-à-dire des rapports ou relations entre les phénomènes observables, puis les coordonne suivant quelques principes très abstraits en une vaste théorie d'ensemble, qui subit continuellement la remise en question la plus radicale s'il le faut. C'est ce qui fait dire au célèbre physicien Eddington que “les symboles mathématiques utilisés par la physique actuelle ressemblent aussi peu aux faits réels que le numéro de téléphone au visage de l'abonné qu'il permet d'appeler.” II serait donc insensé d'attendre de la pure science expérimentale une réponse aux problèmes philosophiques fondamentaux […]. C'est ce que reconnaît sans difficulté un savant logicien et mathématicien, fort connu lui aussi, Wittgenstein, lorsqu'il déclare : “Même si toutes les questions scientifiques étaient résolues, nos problèmes de vie ne seraient même pas touchés.”
Jean Fourastié, lui-même grand admirateur pourtant de la science et de la technique, écrit : “La Science nous apprend à peu près comment nous sommes là ; elle ne nous apprend ni pourquoi nous sommes, ni où nous allons, ni quels buts nous devons donner à nos vies et à nos sociétés”. La philosophie peut donc se construire, quant à son armature fondamentale, en partant des données tout à fait fondamentales de l'expérience et de la raison, que justifie réflexivement la critique de la connaissance. La science lui fournit des matériaux, des illustrations, des problèmes nouveaux, mais ne constitue pas son point de départ essentiel. Ce qui nous amène déjà à une salutaire réflexion : il faudra examiner avec équité et ouverture d'esprit les grandes doctrines philosophiques, qu'elles soient ou non antérieures à l'essor de la Science moderne, car elles ont quelque chose à nous dire même si elles n'ont pas connu la bombe atomique, la greffe du cœur, ou les véhicules spatiaux… »

### Critique religieuse
L'encyclique Fides et ratio de Jean-Paul II de 1998 (§ 88) mentionne le scientisme comme l'un des dangers à prendre en considération dans la philosophie actuelle, notamment parce qu'il occulte la question du sens de la vie :

« Cette conception philosophique se refuse à admettre comme valables des formes de connaissance différentes de celles qui sont le propre des sciences positives, renvoyant au domaine de la pure imagination la connaissance religieuse et théologique, aussi bien que le savoir éthique et esthétique. Antérieurement, cette idée s'exprimait à travers le positivisme et le néo-positivisme, qui considéraient comme dépourvues de sens les affirmations de caractère métaphysique. La critique épistémologique a discrédité cette position, mais voici qu'elle renaît sous les traits nouveaux du scientisme. Dans cette perspective, les valeurs sont réduites à de simples produits de l'affectivité et la notion d'être est écartée pour faire place à la pure et simple factualité. La science s'apprête donc à dominer tous les aspects de l'existence humaine au moyen du progrès technologique. Les succès indéniables de la recherche scientifique et de la technologie contemporaines ont contribué à répandre la mentalité scientiste, qui semble ne plus avoir de limites, étant donné la manière dont elle a pénétré les différentes cultures et les changements radicaux qu'elle y a apportés. On doit malheureusement constater que le scientisme considère comme relevant de l'irrationnel ou de l'imaginaire ce qui touche à la question du sens de la vie. »

Cette encyclique mentionne la nécessité de philosophies qui présentent une ouverture métaphysique pour l'intelligence de la foi :

« Un grand défi qui se présente à nous au terme de ce millénaire est de savoir accomplir le passage, aussi nécessaire qu'urgent, du phénomène au fondement. Il n'est pas possible de s'arrêter à la seule expérience ; même quand celle-ci exprime et manifeste l'intériorité de l'homme et sa spiritualité, il faut que la réflexion spéculative atteigne la substance spirituelle et le fondement sur lesquels elle repose. Une pensée philosophique qui refuserait toute ouverture métaphysique serait donc radicalement inadéquate pour remplir une fonction de médiation dans l'intelligence de la Révélation. »

Dans son encyclique Laudato si’ de 2015 sur la sauvegarde de notre maison commune, le pape François estime que les causes des problèmes écologiques et sociaux de notre époque sont à rechercher dans la « globalisation du paradigme technocratique ».

### Critique épistémologique
Dans sa communication séminale Formes nouvelles du hasard dans les sciences, puis dans son ouvrage ultérieur Les objets fractals : forme, hasard et dimension, Benoît Mandelbrot s'en prend vivement à une interprétation selon laquelle « les mathématiques expliquent le monde », en précisant que ce n'est le cas que parce que les modèles mathématiques excluent du monde ce qu'elles sont impuissantes à expliquer : crues du Nil, aspect statistique des côtes et des montagnes, structure des poumons, forme des nuages, aspect chaotique des cours de bourse, etc.[réf. souhaitée]
Cependant, il formalise en même temps, en rendant hommage à des prédécesseurs pionniers comme Hausdorff, Von Koch, Serpienski, les bases de la géométrie fractale qui permettra dans les décennies qui suivent de les prendre enfin en compte quantitativement.

### Critique propre à la science
Gaston de Pawlowski, auteur de science fiction (membre de l'Institut, il écrivit aussi un Voyage au pays de la quatrième dimension) se moque gentiment des excès du scientisme par une phrase : « Démontons et classons minutieusement tous les rouages de notre montre. Il serait bien étonnant qu'au terme de ce processus nous ne sachions pas enfin l'heure qu'il est ».

### Critique libérale
Friedrich Hayek, dans The Counter-Revolution of Science (rédigé entre 1940 et 1951, publié sous forme de livre en 1952), Karl Popper avec Misère de l'historicisme ou La Société ouverte et ses ennemis, ou encore Michaël Polanyi et La Logique de la liberté (1951), ont opposé trois critiques congruentes du scientisme, que mettaient alors en acte les ingénieurs sociaux d'URSS ou d'ailleurs, en montrant les dérives politiques (notamment, pour le premier, dans La Route de la servitude, 1944). Pour Hayek, si la science est une et la vérité accessible aux hommes (ou à une élite qui se charge de la représenter) alors le chemin que doit suivre la société une et indivisible ne doit souffrir aucune contestation : le scientisme mènerait ainsi, nécessairement au collectivisme. Propagande/éducation, torture/rééducation, épuration des contestataires/punition des comploteurs obscurantistes et vendus, seront alors les bras armés de la science bienveillante, le régime étant mené à une politisation ultime de chaque sphère de l'existence, dont les effets délétères sur toute activité rationnelle ne tardent pas à se faire sentir :

« Présenter la théorie de la relativité comme « une attaque sémite contre les bases de la physique chrétienne et nordique » ou la contester parce qu’elle se trouve « en conflit avec le matérialisme dialectique et le dogme marxiste », revient au même. »

La théorie de la décision développée par Robert Duncan Luce et Howard Raiffa, s'inscrit en faux : le futur prévisible est composé de décisions humaines en cascades ayant des conséquences parfois certaines (forer un puits pétrolier aura un coût), parfois aléatoires (selon les géologues, ce puits aura 80 % de chances seulement de ne pas être un forage sec) et de décisions humaines arbitraires (forons ce puits ici, ou ailleurs, ou pas du tout); l'analyse de l'arborescence correspondante est limitée comme l'est celle des conséquences qu'un mouvement aux échecs; comme aux échecs il faut prendre sa décision le moins mal possible dans des délais compatibles avec le jeu, et la One best way reste un vœu pieux dans le monde réel.
Repousser certains théorèmes de mathématique statistique en prétendant « qu’ils participent à la lutte des classes sur la frontière idéologique et qu’ils sont le produit du rôle historique des mathématiques au service de la bourgeoisie » [doctrines du marxisme scientifique] ou condamner cette discipline dans son ensemble « parce qu’il n’est pas suffisamment garanti qu’elle sert les intérêts du peuple » constituent pour le premier un sophisme par association, pour le second un Argumentum ad consequentiam. Les mathématiques pures ne sont pas mieux traitées et il parait qu’on peut attribuer certaines conceptions de la continuité « aux préjugés bourgeois »[réf. nécessaire]. Selon les Webb, la Revue des Sciences Naturelles Marxistes-Léninistes se réclame des principes suivants : « Nous représentons le parti dans les mathématiques. Nous combattons pour la pureté de la théorie marxiste-léniniste en chirurgie ». Nous ne saurions traiter ces aberrations, si incroyables qu’elles paraissent, comme de simples accidents (…) : elles dérivent du même désir de voir diriger [par une élite éclairée par la science] chaque chose par « une conception d’ensemble du tout ».
Pourtant Jean-Claude Barreau, s'interrogeant sur le marxisme, se pose à nouveau la question des buts : qu'il existe des dominants et des dominés, la chose était connue déjà à Sumer et, bien que regrettée par ceux qui en étaient victimes, acceptée comme allant de soi. L'originalité du marxisme (et, avant lui, de la Révolution française) est plutôt selon lui de considérer comme anormal ce traitement inégal des hommes; Barreau y voit même paradoxalement l'effet inconscient de quelques siècles de modification des mentalités par le christianisme : le marxisme chercherait en ce cas des moyens d'assurer une partie de ce dont le christianisme avait défini les fins.
Dans son ouvrage « Le GIEC est mort, vive la science ! », le philosophe Drieu Godefridi soutient l'idée que le Groupe d'experts intergouvernemental sur l'évolution du climat (GIEC) reposerait sur la même conception scientiste, parce qu'entendant déduire des choix politiques de la science. Le problème se situe néanmoins à un niveau technique et non politique, à savoir : le GIEC a-t-il modélisé correctement le climat ou pas (la prévision du climat à long terme n'a pas de rapport direct avec la prévision du temps un jour donné).

### Critique historique fondée sur le déclin des civilisations
Dans The Fate of Empires and Search for Survival, Sir John Glubb, analysant le déclin de 17 civilisations, met en garde contre l'idée inconsciente que la rationalisation peut à elle seule assurer la stabilité des sociétés sans une forme de loyauté dictée par des valeurs morales, non l'intérêt individuel immédiat, et dont on observe précisément la perte à l'issue des phases de prospérité puis d'intellectualisation de toutes les époques de décadence connues.

### Critique politique et technologique
L'écrivain Daniel Suarez met en garde contre une extension grandissante des automatismes dans la recherche opérationnelle, l'exploration de données et l'intelligence artificielle faible diminuant de plus en plus le délai laissé à l'humain, et donc sa part de décision, dans la guerre, pouvant aller jusqu'à l'exclure de fait de décisions de tuer des populations pour des raisons de réactivité. Ce thème, déjà objet du film Colossus : The Forbin Project, avait été rendu familier au grand public par Skynet dans la série de films Terminator. En 2017, Elon Musk lui-même met en garde contre les automatismes de style IA dont l'homme peut négliger des conséquences : le thème de l'Apprenti sorcier n'est pas loin. Les nouvelles d'Isaac Asimov non plus.
Il s'agit en effet ici d'une implémentation du scientisme dans la technologie elle-même, diluant la responsabilité humaine. Bill Joy a réclamé en 2000 pour des raisons similaires un moratoire sur les nanotechnologies.
Le documentaire Koyaanisqatsi et les inspirateurs qui y sont cités (Ivan Illich, Guy Debord, Jacques Ellul...) mettaient aussi en garde contre les risques d'un progrès mécanique échappant à l'homme et nuisant à son environnement indépendamment de lui.

### Critique écologique
La prise de conscience de la finitude des ressources naturelles à la suite des travaux du club de Rome (rapport Meadows The Limits To Growth, 1972) ont conduit au développement de l'écologie politique depuis les années 1970, puis à l'émergence des concepts de développement durable (première définition du développement durable en 1987 avec le rapport Brundtland, puis sommet de la Terre de Rio en 1992). Le groupe Meadows utilisait lui-même un outil de modélisation dynamique mis au point par Jay Wright Forrester, du MIT (système DYNAMO).
Le premier philosophe à avoir exprimé des critiques sur le pouvoir démesuré de la technoscience fut Hans Jonas (Le Principe responsabilité, 1979). Selon lui, « qu’il s’agisse de la destruction de l’environnement, du trou dans la couche d’ozone, des catastrophes climatiques, des dangers de la technique nucléaire et de l’armement (…) de l’euthanasie ou de la technologie génétique », les conséquences des modes de vie des sociétés techniquement avancées risquent de conduire à de graves dérèglements. Selon Kokou Sename Amagatsevi, les fondements de la crise écologique sont à chercher dans le mécanisme et le dualisme cartésien. Les mots « scientisme » et « scientiste » sont lexicalisés dans le Vocabulaire technique et critique de la philosophie, de Lalande avec un sens péjoratif.

### Critique par le choix de vie
Les Amish, qui n'ont jamais laissé la technique prendre une grande place dans leur vie (ils n'utilisent par principe aucune invention postérieure au début de la Révolution industrielle) n'ont pas eu à se préoccuper non plus de la question du scientisme, la Bible traditionnelle se montrant bien adaptée à leur société de type rural. Depuis la première crise pétrolière dans les années 1970, l'organisation de leur communauté suscite un certain nombre d'études.
Des ouvrages grand public parus en France à cette époque, comme Savoir revivre, de Jacques Massacrier, ou Bambois, la vie verte, des Huntzinger, font état du même choix de vie (mais cette fois-ci sans connotation religieuse affirmée). Dans les pays anglophones, le Whole Earth Catalog permettait aux communautés le désirant de se créer leur propre société à la carte.